# Beaumettes
Cet article possède des paronymes, voir Baumettes (homonymie) et Les Baumettes.
Ne doit pas être confondu avec Prison des Baumettes.
Beaumettes (anciennement Les Beaumettes) est une commune française, située dans le département de Vaucluse en région Provence-Alpes-Côte d'Azur.

## Géographie

### Localisation
À 8 km de Gordes, 15 km de Cavaillon, 18 km à l'ouest d'Apt.
Face au massif du Luberon, en bordure de l'ancienne Via Domitia.
Ce village n'a aucun rapport avec la prison des Baumettes dans les Bouches-du-Rhône.
|        |            | Goult |
| Gordes | Beaumettes | Goult |
|        | Ménerbes   |       |

### Géologie et relief
La colline est aux trois quarts boisée, bordée au sud par la vallée du Calavon, à l'est par la commune de Goult et au nord par la commune de Gordes.
La commune des Beaumettes est dans le périmètre du parc naturel régional du Luberon.

### Sismicité
À l'exception des cantons de Bonnieux, Apt, Cadenet, Cavaillon, et Pertuis classés en zone Ib (risque faible), tous les cantons du département de Vaucluse sont classés en zone Ia (risque très faible). Ce zonage correspond à une sismicité ne se traduisant qu'exceptionnellement par la destruction de bâtiments.

### Climat
Pour des articles plus généraux, voir Climat de Provence-Alpes-Côte d'Azur et Climat de Vaucluse.
En 2010, le climat de la commune est de type climat méditerranéen franc, selon une étude du Centre national de la recherche scientifique s'appuyant sur une série de données couvrant la période 1971-2000. En 2020, Météo-France publie une typologie des climats de la France métropolitaine dans laquelle la commune est exposée à un climat méditerranéen et est dans la région climatique  Provence, Languedoc-Roussillon, caractérisée par une pluviométrie faible en été, un très bon ensoleillement (2 600 h/an), un été chaud (21,5 °C), un air très sec en été, sec en toutes saisons, des vents forts (fréquence de 40 à 50 % de vents > 5 m/s) et peu de brouillards. 
Pour la période 1971-2000, la température annuelle moyenne est de 13,7 °C, avec une amplitude thermique annuelle de 17,3 °C. Le cumul annuel moyen de précipitations est de 685 mm, avec 6 jours de précipitations en janvier et 2,6 jours en juillet. Pour la période 1991-2020, la température moyenne annuelle observée sur la station météorologique de Météo-France la plus proche, « Cabrières d'Avignon », sur la commune de Cabrières-d'Avignon à 6 km à vol d'oiseau, est de 14,0 °C et le cumul annuel moyen de précipitations est de 696,9 mm. 
La température maximale relevée sur cette station est de 43,2 °C, atteinte le 28 juin 2019 ; la température minimale est de −15,2 °C, atteinte le 7 janvier 1985,,. 
Les paramètres climatiques de la commune ont été estimés pour le milieu du siècle (2041-2070) selon différents scénarios d'émission de gaz à effet de serre à partir des nouvelles projections climatiques de référence DRIAS-2020. Ils sont consultables sur un site dédié publié par Météo-France en novembre 2022.

### Hydrographie et les eaux souterraines
Cours d'eau sur la commune ou à son aval :
- rivière le Coulon.

Beaumettes dispose de deux stations d'épuration :
- Station d'épuration de Beaumettes d'une capacité de 250 équivalent-habitants[9] ;
- Station d'épuration de Beaumettes-Les Moulins d'une capacité de 350 équivalent-habitants[10].

| Mois                              | jan. | fév. | mars | avril | mai  | juin | jui. | août | sep. | oct. | nov. | déc. | année |
| --------------------------------- | ---- | ---- | ---- | ----- | ---- | ---- | ---- | ---- | ---- | ---- | ---- | ---- | ----- |
| Température minimale moyenne (°C) | 3    | 4    | 6    | 9     | 13   | 16   | 19   | 19   | 16   | 13   | 7    | 4    | 10,7  |
| Température moyenne (°C)          | 7    | 8    | 11   | 13,5  | 18   | 21,5 | 24,5 | 24,5 | 21,5 | 17   | 11   | 8    | 15,5  |
| Température maximale moyenne (°C) | 11   | 12   | 16   | 18    | 23   | 27   | 30   | 30   | 25   | 21   | 15   | 12   | 19,2  |
| Précipitations (mm)               | 35,3 | 21,3 | 21,9 | 40,6  | 26,7 | 14,6 | 8,2  | 18,3 | 57   | 52,3 | 39,1 | 25,6 | 361,1 |

| Diagramme climatique                                  |         |         |         |          |          |         |          |        |          |         |         |
| J                                                     | F       | M       | A       | M        | J        | J       | A        | S      | O        | N       | D       |
| 11335,3                                               | 12421,3 | 16621,9 | 18940,6 | 231326,7 | 271614,6 | 30198,2 | 301918,3 | 251657 | 211352,3 | 15739,1 | 12425,6 |
| Moyennes : • Temp. maxi et mini °C • Précipitation mm |         |         |         |          |          |         |          |        |          |         |         |

## Toponymie
La commune se nomme Baumetas en provençal selon la norme classique et Baumeto selon la norme mistralienne.

## Histoire
Habitat néolithique.
Le site était déjà occupé par les Romains comme le montrent les vestiges de la villa romaine de Font-de-Loup.
Au XIe siècle, le territoire dépend du comté de Forcalquier. Il est mentionné en 1055 sous le nom de Balma qui veut dire grotte.
Fief de l’abbaye Saint-Victor de Marseille.
Au XIVe siècle, le pays fut dévasté par des bandes de Routiers. Fief du baron de Sault, vassal des Baux.
En 1471, le village était inhabité.
Au XVIe siècle, c'est une seigneurie des Autric de Vintimille.

### Héraldique
| Blason de Beaumettes | Les armes peuvent se blasonner ainsi : D'azur au loup ravissant d'or, armé et lampassé de gueules, accompagné en chef à dextre d'un étoile à seize rais d'or. "L'étoile à seize rais d'or" est celle de la famille des Baux et le "Loup" est celui de la famille des Agoult. |

## Politique et administration
| Période                                  | Période  | Identité        | Étiquette | Qualité                                          |
| ---------------------------------------- | -------- | --------------- | --------- | ------------------------------------------------ |
| 2008                                     | 2014     | Robert Piquet   |           |                                                  |
| Mars 2014                                | En cours | Claire Aragones | DVD       | Vice-Présidente de la Communauté d'Agglomération |
| Les données manquantes sont à compléter. |          |                 |           |                                                  |

### Fiscalité
| Taxe                                                | Part communale | Part départementale | Part régionale |
| --------------------------------------------------- | -------------- | ------------------- | -------------- |
| Taxe d'habitation (TH)                              | 5,15 %         | 7,55 %              | 0,00 %         |
| Taxe foncière sur les propriétés bâties (TFPB)      | 10,27 %        | 10,20 %             | 2,36 %         |
| Taxe foncière sur les propriétés non bâties (TFPNB) | 35,93 %        | 28,96 %             | 8,85 %         |
| Taxe professionnelle (TP)                           | 14,33 %        | 13,00 %             | 3,84 %         |

La part régionale de la taxe d'habitation n'est pas applicable.

### Budget et fiscalité 2017
En 2017, le budget de la commune était constitué ainsi :
- total des produits de fonctionnement : 332 000 €, soit 1 330 € par habitant ;
- total des charges de fonctionnement : 327 000 €, soit 1 308 € par habitant ;
- total des ressources d'investissement : 101 000 €, soit 406 € par habitant ;
- total des emplois d'investissement : 52 000 €, soit 208 € par habitant ;
- endettement : 233 000 €, soit 932 € par habitant.

Avec les taux de fiscalité suivants :
- taxe d'habitation : 5,30 % ;
- taxe foncière sur les propriétés bâties : 10,50 % ;
- taxe foncière sur les propriétés non bâties : 37,67 % ;
- taxe additionnelle à la taxe foncière sur les propriétés non bâties : 0,00 % ;
- cotisation foncière des entreprises : 0,00 %.

Chiffres clés Revenus et pauvreté des ménages en 2015 : médiane en 2015 du revenu disponible, par unité de consommation : 20 078 €.

### Intercommunalité
Commune membre de la Communauté d'agglomération Luberon Monts de Vaucluse.

## Urbanisme

### Typologie
Au 1er janvier 2024, Beaumettes est catégorisée commune rurale à habitat dispersé, selon la nouvelle grille communale de densité à sept niveaux définie par l'Insee en 2022.
Elle appartient à l'unité urbaine d'Avignon, une agglomération inter-régionale regroupant 59  communes, dont elle est une commune de la banlieue,,. La commune est en outre hors attraction des villes,.

### Occupation des sols
L'occupation des sols de la commune, telle qu'elle ressort de la base de données européenne d’occupation biophysique des sols Corine Land Cover (CLC), est marquée par l'importance des territoires agricoles (55,4 % en 2018), une proportion identique à celle de 1990 (55,4 %). La répartition détaillée en 2018 est la suivante : 
zones agricoles hétérogènes (50,2 %), forêts (33,4 %), milieux à végétation arbustive et/ou herbacée (11,2 %), cultures permanentes (5,1 %). L'évolution de l’occupation des sols de la commune et de ses infrastructures peut être observée sur les différentes représentations cartographiques du territoire : la carte de Cassini (XVIIIe siècle), la carte d'état-major (1820-1866) et les cartes ou photos aériennes de l'IGN pour la période actuelle (1950 à aujourd'hui).

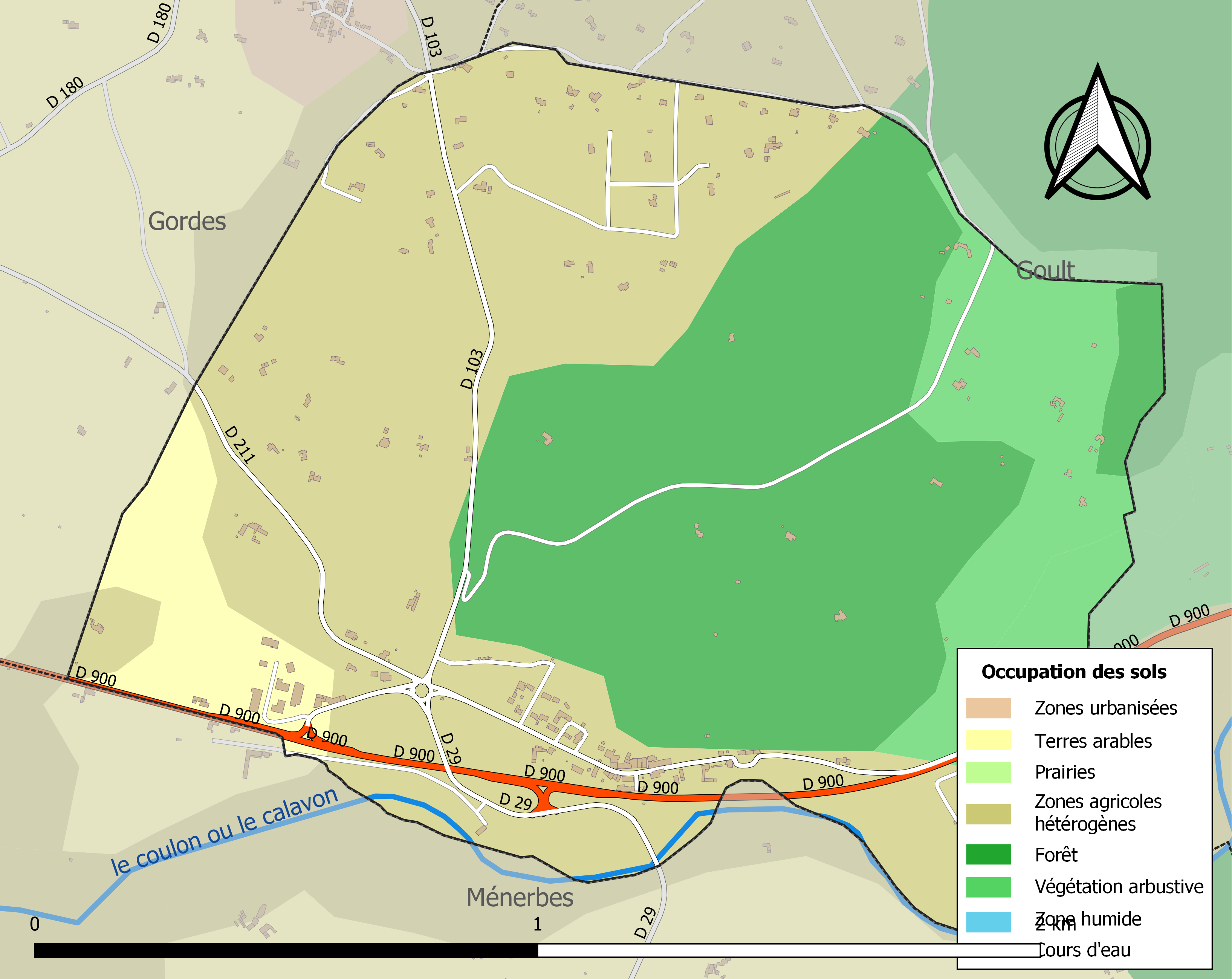
Carte des infrastructures et de l'occupation des sols de la commune en 2018 (CLC).

### Voies de communications et transports

#### Voies routières
Le village est en bordure de la départementale D 900 (l'ex-route nationale 100), en contrebas d'une colline peu élevée.
À la fin du XXe siècle, la route nationale 100 est déviée vers l'extérieur du village.
Sortie A7 Cavaillon.

#### Transports en commun
- Transport en Provence-Alpes-Côte d'Azur[23].
- Réseau de transports en commun[24] Sud mobilité[25].

## Population et société

### Démographie

#### Évolution démographique
L'évolution du nombre d'habitants est connue à travers les recensements de la population effectués dans la commune depuis 1793. Pour les communes de moins de 10 000 habitants, une enquête de recensement portant sur toute la population est réalisée tous les cinq ans, les populations de référence des années intermédiaires étant quant à elles estimées par interpolation ou extrapolation. Pour la commune, le premier recensement exhaustif entrant dans le cadre du nouveau dispositif a été réalisé en 2005.

En 2022, la commune comptait 308 habitants, en évolution de +22,71 % par rapport à 2016 (Vaucluse : +1,73 %, France hors Mayotte : +2,11 %).
| 1793 | 1800 | 1806 | 1821 | 1831 | 1836 | 1841 | 1846 | 1851 |
| ---- | ---- | ---- | ---- | ---- | ---- | ---- | ---- | ---- |
| 86   | 83   | 90   | 90   | 126  | 99   | 118  | 126  | 126  |

| 1856 | 1861 | 1866 | 1872 | 1876 | 1881 | 1886 | 1891 | 1896 |
| ---- | ---- | ---- | ---- | ---- | ---- | ---- | ---- | ---- |
| 156  | 145  | 171  | 154  | 147  | 140  | 113  | 118  | 114  |

| 1901 | 1906 | 1911 | 1921 | 1926 | 1931 | 1936 | 1946 | 1954 |
| ---- | ---- | ---- | ---- | ---- | ---- | ---- | ---- | ---- |
| 121  | 97   | 114  | 118  | 108  | 95   | 111  | 97   | 118  |

| 1962 | 1968 | 1975 | 1982 | 1990 | 1999 | 2005 | 2006 | 2010 |
| ---- | ---- | ---- | ---- | ---- | ---- | ---- | ---- | ---- |
| 135  | 102  | 139  | 206  | 219  | 194  | 193  | 193  | 239  |

| 2015 | 2020 | 2022 | - | - | - | - | - | - |
| ---- | ---- | ---- | - | - | - | - | - | - |
| 249  | 293  | 308  | - | - | - | - | - | - |

### Enseignement
Établissements d'enseignements :
- Écoles maternelles et primaires à Ménerbes, Oppède, Gordes,
- Collège à Cabrières-d'Avignon, Cavaillon,
- Lycées à Cavaillon, L'Isle-sur-la-Sorgue, Cavaillon.

### Santé
Professionnels et établissements de santé :
- Médecins à Goult, Maubec,
- Pharmacies à Ménerbes, Goult, Maubec,
- Hôpitaux à Gordes, Lioux, Lauris.

### Cultes
- Culte catholique à Gordes, Diocèse d'Avignon[32].

## Lieux et monuments

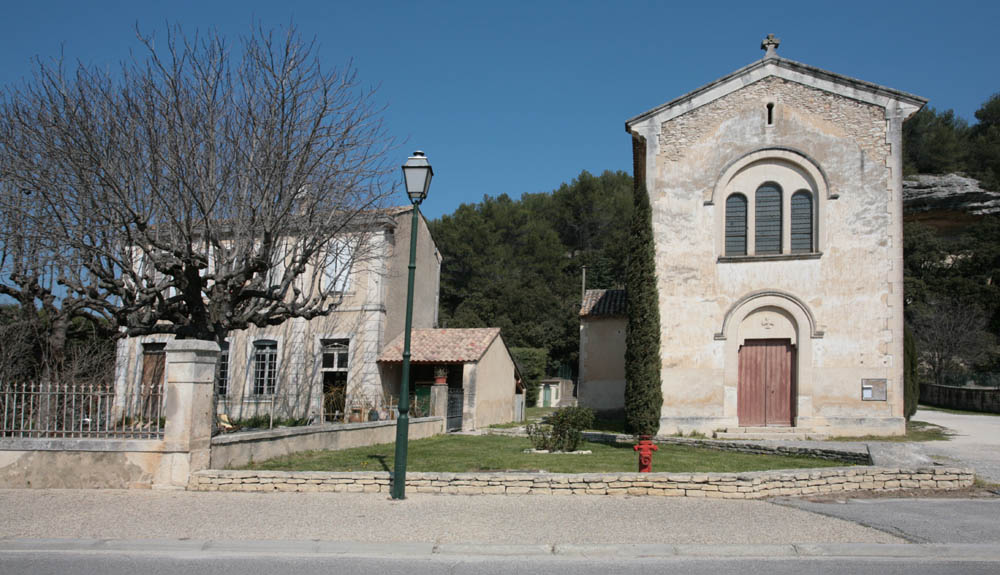
Église paroissiale de l'Annonciation.

- Le château XVIIIe et XIXe possède une tour d'angle ronde à deux étages avec toit en poivrière.
- Tour seigneuriale avec pigeonnier.
- Église paroissiale de l'Annonciation datant du XIXe et de style néo-roman.
- Ancienne chapelle[33] restaurée devenue depuis un lieu d'exposition ouvert à tous.
- Monument aux morts[34],[35].
- Plusieurs maisons troglodytes dont les ruines d'une chapelle.
- Villa romaine à Font-de-Loup qui possède des restes de mosaïques[36].

## Économie
En 2007, il y avait 132 personnes en âge de travailler, dont 99 étaient actives et 33 inactives. Au cours de l'exercice 2009, 88 personnes étaient imposables, sur 194 personnes. L'impôt sur le revenu moyen par personne et par an était de 19 464 €.

### Artisanat, commerce et services
Le village possède une zone artisanale (portes anciennes et ré-édition, métallerie, maçonnerie, etc.)
et des commerces de tourisme. La confiserie Saint-Denis perpétue la tradition des confiseurs du pays d'Apt. Depuis 1873, elle propose bigarreaux, abricots, poires, figues, prunes, chinois, mandarines, melons, angélique, etc.
L'Imprévu, qui porte le label Bistrot de pays, adhère à une charte dont le but est de « contribuer à la conservation et à l’animation du tissu économique et social en milieu rural par le maintien d’un lieu de vie du village ».
Le restaurant la Fleur de sel est aussi présent pour vous faire déguster des plats plus élaborés aux goûts remarquables.
Une agence postale est ouverte du lundi au samedi inclus, tous les matins de 9 h à midi. Elle propose un point lecture (et constitue ainsi une antenne de la médiathèque de Cavaillon) et des informations touristiques.

### Tourisme
Le tourisme de randonnées (plusieurs circuits pédestres et vélo) constituent le mode principal. On trouve sur la commune plusieurs gîtes et chambres d'hôtes qui permettent l'accueil des touristes.

### Les festivités
Le comité des fêtes s'investit au mieux pour proposer aux villageois et aux touristes des animations de qualité.
On peut retrouver toutes les années le repas champêtre (avec animation musicale) en juin, le grand vide grenier tous les 15 août, la fête votive le dernier week-end de septembre et le traditionnel réveillon de la Saint-Sylvestre.

## Agriculture
L'économie de la commune est basée sur l'agriculture avec des cultures maraîchères (carottes) et d'arbres fruitiers (Cerise des coteaux de Vaucluse, oliviers).